# Kenneth Frampton
Kenneth Frampton (Woking, Inglaterra, 20 de noviembre de 1930) es un arquitecto y escritor inglés.

## Biografía
Estudió arquitectura en la Architectural Association School of Architecture de Londres. Su actividad profesional se reparte entre la de arquitecto y la de historiador y crítico de arquitectura. En la actualidad desempeña labores docentes en la Graduate School of Architecture and Planning, de la Universidad de Columbia de Nueva York, como profesor de la cátedra Ware. No obstante, también ha impartido clases en centros tan importantes como el Royal College of Art de Londres y la ETH de Zúrich, y, últimamente en la University of Virginia, donde ha ocupado la cátedra Thomas Jefferson. 
Es autor de numerosos ensayos sobre arquitectura moderna y contemporánea. Su obra más importante es Historia Crítica de la Arquitectura Moderna, en el que realiza un completo análisis de la arquitectura moderna. En 2017 reconoció que sus textos eran eurocéntricos y deberían incluir la arquitectura de India, China y África y reivindicar la participación de las mujeres.
Ha integrado el Institute for Architecture and Urban Studies de Nueva York, cuyos miembros incluyen a Peter Eisenman, Manfredo Tafuri y Rem Koolhaas. Es cofundador de su revista Oppositions.
En 2012, ha sido distinguido con el Premio de teoría de arquitectura Erich Schelling.
En 2018 fue reconocido con el León de Oro a la Trayectoria en la Bienal de Arquitectura de Venecia.

## Publicaciones
- "Towards a Critical Regionalism: Six Points for an Architecture of Resistance", in The Anti-Aesthetic: Essays on Postmodern Culture. edited by Hal Foster, Bay Press, Port Townsend (1983).
- Studies in Tectonic Culture: The Poetics of Construction in Nineteenth and Twentieth Century Architecture. MIT Press, Cambridge, Mass., 2001.
- Modern Architecture: A Critical History (World of Art), Thames & Hudson, London, Fourth edition (2007).
- Le Corbusier (World of Art). Thames & Hudson, London, 2001.
- Labour, Work and Architecture. Phaidon Press, London, 2002.
- The Evolution of 20th-Century Architecture: A Synoptic Account. Springer, New York, 2006.
- FRAMPTON K., STRAUVEN F., GÜBLER J. & VERPOEST L., Georges Baines, Ludion, Gent, 2006.